# Desmos
Desmos là chi thực vật có hoa trong họ Annonaceae.

## Các loài
- Desmos acutus (Teijsm. & Binn.) I.M.Turner
- Desmos chinensis Lour. - Hoa giẻ thơm, nối côi, chập chại, giổi tanh.
- Desmos chryseus (Miq.) Merr.
- Desmos cochinchinensis Lour. - Giẻ Nam Bộ, hoa giẻ lông đen, dây chân chim núi (D. cochinchinensis var. fulvescens).
- Desmos costatus (Miq.) Merr.
- Desmos dinhensis (Pierre ex Finet & Gagnep.) Merr. - Hoa giẻ gân mờ, giẻ núi Dinh.
- Desmos dumosus (Roxb.) Saff. - Giẻ bụi
- Desmos dunalii (Wall. ex Hook.f. & Thomson) Saff.
- Desmos elegans (Thwaites) Saff.
- Desmos goezeanus (F.Muell.) Jessup
- Desmos grandifolius (Finet & Gagnep.) C.Y.Wu ex P.T.Li
- Desmos macrocarpus Bân
- Desmos pedunculosus (A.DC.) Bân - Hoa giẻ cánh to.
- Desmos polycarpus Jessup
- Desmos ramarowii (Dunn) D.Das
- Desmos viridiflorus Saff.
- Desmos wardianus (F.M.Bailey) Jessup
- Desmos zeylanicus (Hook.f. & Thomson) Saff.